# SOX (sistema operacional)

Logomarca do Sistema Operacional SOX

SOX (Sistema Operacional X) foi um sistema operacional Brasileiro baseado no UNIX, desenvolvido no final dos anos 80 pela COBRA (Computadores e Sistemas Brasileiros S/A, atualmente BB Tecnologia e Serviço S/A), sob a liderança de Ivan da Costa Marques. Passou nos testes de verificação de compatibilidade, sendo certificado como compatível com o UNIX pela X/Open (através da Unisoft) no início de 1989. SOX foi um dos primeiros Unix-like totalmente independente da AT&T, e o único reconhecido com padrão Unix desenvolvido fora dos Estados Unidos.
O SOX foi projetado para rodar em minicomputadores da própria Cobra, com processadores de arquitetura de 32 bits da Motorola, e fez parte da Política Nacional de Informática, cujo objetivo era alcançar a independência tecnológica no setor de Informática.
O Sistema Operacional SOX tinha como diferencial da época a utilização do conceito de Máquina Virtual para garantir a compatibilidade com o sistema UNIX e facilitar a portabilidade do SOX para outras arquiteturas.

## Estrutura do SOX
0 SOX era constituído de três componentes distintos, o Ambiente de Máquina Virtual, O Ambiente de Máquina Real e o Núcleo.
Ambiente da Máquina Virtual (AHV): É o conjunto das entidades denominadas Máquinas Virtuais. Cada Máquina Virtual (MV) é constituída de dois componentes, a Aplicação, que pode ser um programa escrito pelo usuário, um comando do SOX ou um arquivo de comandos, e o Servidor, sendo o componente que atende aos pedidos de serviço das Aplicações.
Ambiente da Máquina Real (AMR): E o conjunto das entidades denominadas Processos Máquina Real, e tem como principal objetivo controlar os componentes de Hardware, recebendo os pedidos do servidor.
Núcleo: É o componente responsável por criar e controlar as abstrações existentes tanto no Ambiente da Máquina Virtual como no Ambiente da Máquina Real, e também faz a comunicação e controle de fluxo entre estas entidades, bem como pela gerência de memória.

## Pacotes e Programas
Dentre os pacotes de programas oferecidos nativamente no SOX havia geradores gráficos, planilhas eletrônicas, processadores de textos, geradores de aplicações, linguagens de Quarta Geração e bancos de dados.
Por ser totalmente compatível com o UNIX System V, o SOX também contava com todos os comandos de manipulação e softwares básicos de um sistema UNIX da época. Por exemplo: cal, calendar, date, ed, grep, kill, lpa, lpl, lpr, mail, mesg, passwd, ps, sort, tee, wc, who, cat, cd, chmod, cp, ls, mkdir, mv, pwd, rm, rmdir.

## Comunicação
A forma que o SOX fazia a comunicação de dados proporcionava a integração com outros sistemas SOX, UNIX e até com outros sistemas operacionais, pois seguia o padrão internacional especificado pelo Modelo de Referência para Interconexão de Sistemas Abertos (RM/OSI - Reference Model for Open Systems Interconnection) da Organização Internacional de Padronização (ISO - International Standards Organization).

## Microcomputadores COBRA da Linha X
O Sistema Operacional X, ou SOX, foi desenvolvido pela COBRA para a linha de microcomputadores X, que teve duas versões, o COBRA X10 e o COBRA x20.
|                                                 | COBRA X10 | COBRA X20 |
| ----------------------------------------------- | --- | --- |
| Módulo Básico                                   | Especificações: - Processador Motorola 68010 (10 MHz) - Relógio com data e hora alimentado por bateria - Gerência de memória por segmentação - Interface paralela para impressora - Controlador para discos flexíveis e fita cartucho - 6 slots para conexão de controladores de E/S - 4 slots para módulos de extensão de memória - Memória EPR0M de 128 Kbytes - Memória RAM de 1 Mbyte expansível para até 4 Mbytes | Especificações: - Processador Motorola 68030 (33 MHz) - Relógio com data e hora alimentado por bateria. - Gerência de memória utilizando as facilidades internas da UCP 68030 - Interface paralela para impressora - Controlador para discos flexíveis e fita cartucho - 6 slots para conexão de controladores de E/S - 6 slots para módulos de extensão de memória - Memória EPR0M de 128 Kbytes - Memória RAM de 4 Mbytes expansível para até 32 Mbytes |
| Processador de Ponto Flutuante 68882            | Não | Sim |
| Controlador Inteligente de Discos Winchester    | Sim | Sim |
| Interface para discos SMD                       | Não | Sim |
| Interface para Fitas Pertec                     | Não | Sim |
| Controlador de Fita Cartucho (CFC)              | Não | Sim |
| Controlador Inteligente para Linhas Assíncronas | 4 Portas | 8 Portas |
| Interface para impressora paralela              | Não | Sim |
| Controlador Inteligente para Linhas Síncronas   | Sim | Sim |
| Unidade de Disco Flexível                       | Sim (5 1/4”) | Sim (5 1/4”) |
| Controlador para Rede Local                     | Não | Sim. Padrão Ethernet/Cheapernet |
| Módulo de Alimentação de Emergência             | Sim | Sim |

Acompanhavam o TERMINAL TI 300 que tinha as características: inteligente, monocromático, alfanumérico e gráfico (character mapped). Tubo de imagem de 31 cm (12”), fósforo verde de alta persistência e articulável. Banco de 2048 caracteres simultâneos, carregáveis. Interface RS 232-C, ponto a ponto e programável até 19.200 bps, e Teclado ergonômico com 107 teclas com tecnologia capacitiva. Nativo (norma ANSI X 3.64).
Suportava os periféricos: Unidade de Disco Winchester: 13 cm (5 1/4”), Unidade de Fita Cartucho: 13 cm (5 1/4”), e impressoras matriciais, seriais e paralelas de 160, 250 e 400 cps, linhas 400 e 800 lpm e impressão em qualidade normal ou carta.
Sistema Operacional: SOX, compatível com o UNIX System V, com extensões Cobra para suporte a controladores inteligentes e a organizações de arquivo: sequencial, relativa e seqüencial indexada. Linguagens: C ANSI, COBOL ANSI, BASIC e Assembler 68000. Ferramentas de Programação: Ligador, Editor de Fontes e Biblioteca C-ISAM. Comunicação de Dados: Protocolos BSC-1, BSC-3, X-25 e Transporte (classes 0 e 2 segundo protocolo correspondente ao modelo OSI/ISO). Utilitários ERTSOX (emula estações IBM 2770, 2780 ou 3780), ETR 3270 (emula IBM 3274-IC, terminais IBM 3278-II e impressoras IBM 3286-11), TASA (transferência de arquivos entre sistemas abertos, utilizando os protocolos FTAM/OSI via X-25) e TRANSARQ (transferência de arquivos via linha assíncrona). Software de Apoio: FIU (ferramenta para construção de interface amigável homem x máquina), SIR/AC (recuperação de dados com facilidades para ordenação e intercalação, utilizando a linguagem SQL para arquivos convencionais).
1. 1 2 3 4  SAMPAIO, Marcos C. (1987). SOX — Conceitos Básicos (PDF). São Paulo: McGraw-Hill Ltda. 245 páginas. ISBN 0-07-450422-3
2. 1 2 3 4  Cardoso, Márcia de Oliveira (26 de março de 2013). «SOX: um UNIX-compatível brasileiro a serviço do discurso de autonomia tecnológica na década de 1980.» (PDF). Universidade Federal do Rio de Janeiro. SOX: um UNIX-compatível brasileiro a serviço do discurso de autonomia tecnológica na década de 1980. Consultado em 16 de maio de 2024
3. ↑  da Costa Marques, Ivan. «SOX: controvésias "padrão X produto" nos sistemas operacionais na década de 1980» (PDF). Associação Brasileira de Pesquisadores em História Econômica: 11. Consultado em 16 maio. 2024
4. ↑  Cardoso, Marcia de Oliveira (27 de novembro de 2019). «Uma batalha de Unix-compatíveis brasileiros: entre dois lados de um sistema operacional». Interdisciplinaridade em Revista (3): 10–10. Consultado em 16 de maio de 2024
5. ↑  ConFLOSS, Organização (31 de janeiro de 2021). «Papai do Shell, Julio Cezar Neves, confirma presença na ConFLOSS 2021». ConFLOSS : . Consultado em 16 de maio de 2024
6. ↑  Soares, Gustavo Gindre Monteiro (4 de setembro de 2002). «A política dos artefatos na Lei de Informática: o caso SOX» (PDF). Sociedade Brasileira de Estudos Interdisciplinares da Comunicação: 8. Consultado em 16 de maio de 2024
7. ↑  MANUAL DE INTRODUÇÃO AO SOX (PDF) (Manual de Usuário). Rio de Janeiro: Cobra Computadores e Sistemas Brasileiros S.A. 1988. p. 205
8. ↑  «Flyer Cobra X10». Datassette. 14 de abril de 2024. Consultado em 17 de maio de 2024
9. ↑  «Flyer Cobra X20». Datassette. 14 de abril de 2024. Consultado em 17 de maio de 2024